# Derek Paravicini
Derek Paravicini, född 26 juli 1979, är en brittisk pianist med savantsyndromet, som även har autism och är blind. Han bor i Surrey, England.
Derek föddes för tidigt efter 25 veckor. Då vägde han ungefär ett halvt kilo. Med hjälp av syreterapi lyckades man rädda hans liv men det kostade honom synen. Man upptäckte snart att Derek hade inlärningssvårigheter.
Han började att spela piano när han var två år och vid fyraårsåldern hade han lärt sig själv ett stort antal stycken. Hans spelteknik var spektakulär då han till och med ibland använde sig av armbågarna.
Adam Ockelford var Paravicinis pianolärare. I början tog Paravicini veckolektioner, men sen tog han dagliga lektioner.
När Derek var 22 år var han musiklärare i en skola för blinda.
Från och med år 2006 studerar Paravicini på Redhill College i Surrey, England. Samma år var han huvudperson i en dokumentär kallad "Musical Savants". 
Han var också med i ett avsnitt av "Extraordinary People". Avsnittet heter "The Musical Genius" och det visar hans medverkande i en välgörenhetskonsert i Las Vegas tillsammans med en annan yngre savant som heter Rex Lewis-Clack.
Paravicini har även blivit intervjuad av Lesley Stahl för 60 Minutes.
Den 3 maj 2007 publicerades i Storbritannien Derek Paravicinis officiella biografi "In the Key of Genius", skriven av Adam Ockelford.
Derek Paravicini är barnbarnsbarn till författaren W. Somerset Maugham. Han är även systerson till Andrew Parker Bowles, förra maken till Camilla, Storbritanniens drottninggemål.

### Fotnoter
1. ↑  Darryl Roger Lundy, The Peerage, The Peerage person-ID: p47364.htm#i473637.[källa från Wikidata]
2. ↑  Nine-Year-old Plays With Royal Philharmonic (på engelska), Associated Press, 19 juli 1989, läs online, läst: 24 juli 2019.[källa från Wikidata]
3. 1 2  Darryl Roger Lundy, The Peerage.[källa från Wikidata]